# Nemzeti Bajnokság II 1916–1917
Nemzeti Bajnokság II 1916–1917 sau liga a doua maghiară sezonul 1916-1917, a fost un campionat de război, sezon neoficial desfășurat în această competiție.

## Istoric și format
Din ce în ce mai multe știri au venit din diferite orașe ale țării că viața fotbalistică a început și în mediul rural. Cu titlu de probă, federația maghiară de fotbal a anunțat campionatul pentru opt serii rurale, dar doar trei serii au primit suficiente înscrieri. Un total de 15 echipe și-au prezentat intenția de a începe.

## Districtul de Sud
În campionatul Seria Sud, primele două echipe au terminat cu câte 12 puncte. Finala raională a fost diputată de AMEF Arad și Chinezul Timișoara. Chinezul Timișoara a înscris devreme și s-a apărat cu succes, astfel că a obținut cele 2 puncte în plus și a câștigat titlul de campionat.
| Poz | Echipă                | Pld | W | D | L | GF | GA | GD | Pct |
| --- | --------------------- | --- | - | - | - | -- | -- | -- | --- |
| 1   | AS Chinezul Timișoara | –   | – | – | – | –  | –  | –  | 14  |
| 2   | AMEF Arad             | –   | – | – | – | –  | –  | –  | 12  |
| 3   | CA Seghedin           | –   | – | – | – | –  | –  | –  | 10  |
| 4   | AS Subotica           | –   | – | – | – | –  | –  | –  | 4   |
| 5   | AMEF Subotica         | –   | – | – | – | –  | –  | –  | 2   |
| 6   | CA Oradea1            | –   | – | – | – | –  | –  | –  | –   |

1 S-a retras.
Surse
Dr. János Földessy: Hungarian football and the MLSz 1897 - 1925. - DR. Ianos Foldessy: Fotbalul maghiar și federația de fotbal maghiară 1897 - 1925.
Sporthírlap 1916, 1917. - Ziarul Sportiv 1916, 1917.

## Cea mai bună echipă rurală.
Nu au jucat pentru titlul de „cea mai bună echipă rurală” anul acesta.

## Vezi și
- Liga a 2-a maghiară